# مقاطعة سيد آباد

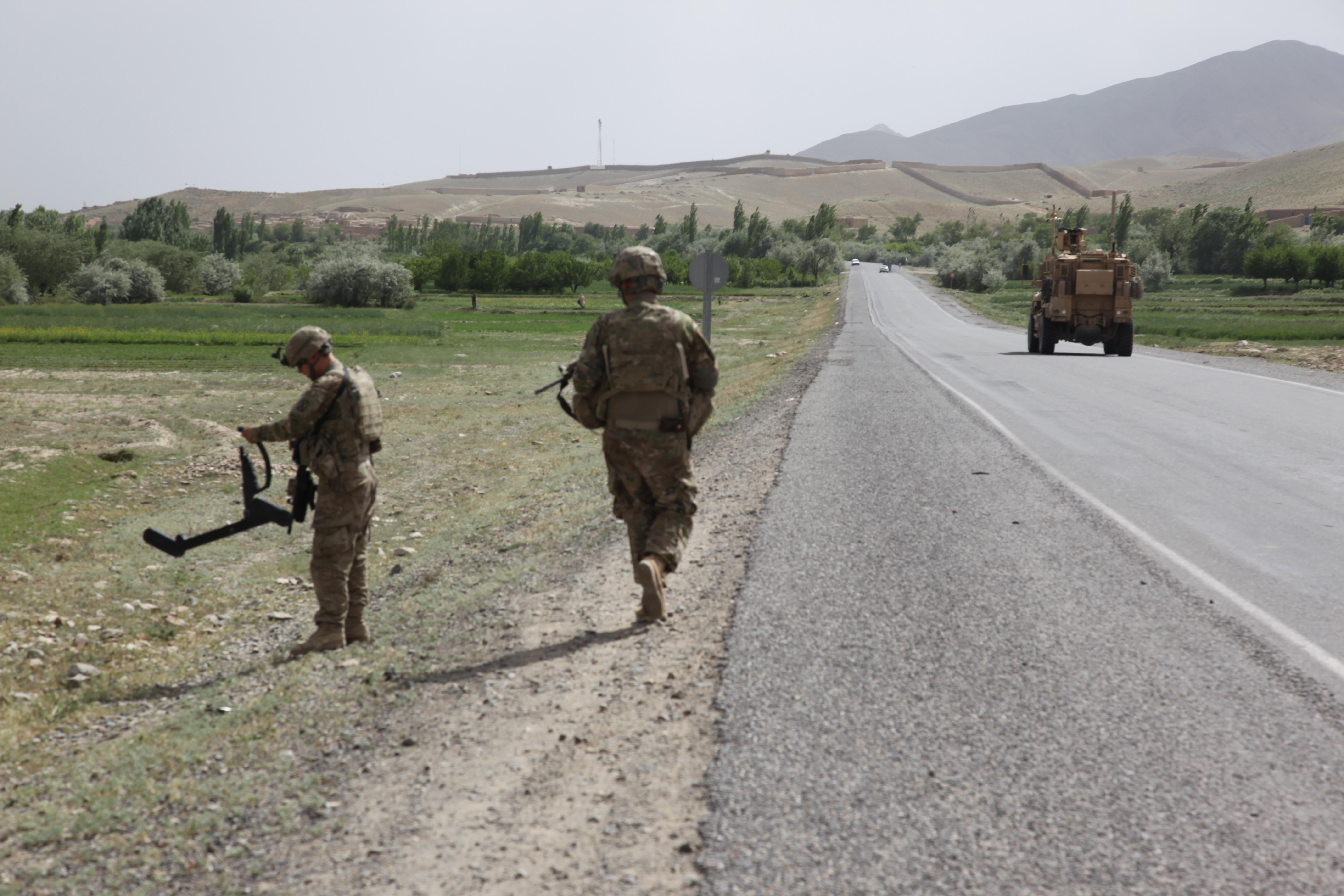
جنود أمريكيون يبحثون عن عبوات ناسفة زرعها مسلحون على طريق في مقاطعة سيد آباد في ولاية وردك، أفغانستان.

سيد آباد (بالبشتوية: سیدآباد)‏ هي إحدى مقاطعات ميدان وردك، أفغانستان. تشتهر المنطقة بمناخها اللطيف، واحتوائها على النباتات الجبلية والجداول والبساتين. كانت المنطقة ملاذًا شهيرًا لسكان كابول حتى تصاعد العنف بين إيساف وطالبان في أواخر العقد الأول من القرن الحادي والعشرين. مدينة سيد آباد بمثابة عاصمة المقاطعة. يبلغ عدد سكانها 114793 نسمة، وهي المقاطعة الأكثر اكتظاظًا بالسكان في الولاية.
تقع المقاطعة في قلب قبيلة وردك [الإنجليزية] البشتونية.

## الأمن والسياسة
في 17 نوفمبر 2009، داهمت قوات الأمن الوطني الأفغانية (ANSF) بمساعدة قوات المساعدة الدولية لإرساء الأمن في أفغانستان (إيساف)، مجمعًا قتل فيه خمسة أشخاص. وذكر مسؤولون إقليميون في وردك أن ما لا يقل عن أربعة من القتلى كانوا من المسلحين. ولم يذكر المسؤولون ما إذا كانت الضحية الخامسة من المسلحين أم لا. كما عتقل اثنين من المسلحين.
اعتبارًا من عام 2009، سيد أباد هي إحدى المقاطعات المشاركة في برنامج قوة الحماية العامة الأفغانية. مقاطعة سيد آباد هي إحدى مالقاطعات غير الآمنة في ولاية وردك بأفغانستان. تتمتع بمناخ جيد وطقس جيد وزراعة جيدة ونظام مياه وصرف صحي جيد.